# 利博赫
利博赫是奥地利施蒂利亚州格拉茨城郊县的一个市镇。总面积11.76平方公里，总人口4341人，人口密度369.1人/平方公里（2001年）。